# Juma Ahmad Atigha
Juma Ahmad Atigha (nacido en Misrata) es un político libio que ejerció el cargo de vicepresidente del Congreso de Libia desde el 12 de agosto de 2012. Además, fue Presidente interino de dicha cámara tras la renuncia de Mohamed Yousef al-Magariaf, hasta su sustitución definitiva por Nuri Abu Sahmain.

## Carrera política
El 7 de julio de 2012, Giuma Ahmed Atigha fue elegido como congresista independiente en las elecciones al Congreso de 2012 . El 10 de agosto, fue elegido como vicepresidente del Congreso Nacional General . Atigha se convirtió en el presidente interino del Congreso después de la renuncia de Mohammed Magariaf . Como jefe de Estado en funciones, se convirtió en el comandante en jefe del ejército.